# Сомалски пирати
Пиратство на обали Сомалије  је опасност за међународни транспорт робе још од Сомалског грађанског рата, а јако се шири од почетка 21. века. Пиратство омета испоруку пошиљки и повећава трошкове испоруке, кошта око 6,9 милијарди америчких долара годишње у глобалној трговини. Осигуравајућа друштва, су профитирале од пиратских напада, пошто су премије осигурања значајно повећане за бродове који плове Индијским океаном.

## Историја
У раним 1980-им, пре избијања грађанског рата у Сомалији, сомалско министарство за рибарство и агенција за развој поморства покренуле су програм развоја фокусиран на успостављању пољопривредних и рибарских задруга за рибаре. Сматрало се да сомалско рибарство има доста неискоришћених морских потенцијала. Сомалска морнарица штитила је обале Сомалије од страних рибара.
Након колапса централне власти у грађанском рату, Сомалска морнарица је распуштена. Сомалске територијалне воде остале су без икакве одбране, инострани рибарски бродови почели су илегалан риболов на сомалским обалама и бродови из великих компанија су почели одлагање отпада на обали Сомалије. То је довело до ерозије рибљег фонда. Локални рибари потом почели заједно да бране своје ресурсе, често у ватреним обрачунима. Када су увидели профитабилност плаћања откупа за заробљене бродове, паравојни команданти почели су да финансирају пиратске активности, делећи профит са пиратима.